# Pont Eko
Le pont Eko , construit en 1975, est l'un des trois ponts reliant l'île de Lagos au continent, les autres sont les ponts Third Mainland et Carter.

## Description
Le pont Eko a été conçu pour transporter les citoyens plus rapidement en délestant le pont Carter régulièrement encombré. La nécessité d'un second pont a été évoquée par Bolu Akande lors d'un sommet de dirigeants en 1963 mais il n'a été écouté qu'en 1965. Le ministre des Travaux publics de la Première République du Nigeria, Shehu Shagari, a approuvé le projet porté par l'entreprise Julius Berger.
Le point de départ du pont est Ijora (Lagos) sur le continent et l'arrivée se situe dans la région d'Apongbon sur l'île de Lagos. La section du pont au niveau du lagon s'étend sur une distance de 430 mètres. Le pont et son extension vers la terre de 1 350 mètres ont été construits par phases entre 1965 et 1975. Il sert de point d'accès privilégié pour le trafic automobile approchant l'île de Lagos depuis les zones Apapa et Surulere de Lagos. Le nom de pont Eko lui a été donné d'après le nom traditionnel "Eko" de la ville de Lagos.
Le pont Eko a été construit en 1975 par l'entreprise Julius Berger Nigeria PLC dont il s'agissait du premier grand projet. Il est le plus court des trois ponts reliant l'île de Lagos au continent. 
Le pont Eko a eu plusieurs phases de réhabilitations. Le plan de réhabilitation de la première phase a duré du 23 août 2014 au 27 octobre 2014 soit 71 jours. Le gouvernement de l'État a annoncé que la réhabilitation ne nécessiterait pas la fermeture totale du pont, mais que celui-ci serait réhabilité en phases de restrictions partielles.  Le pont est resté ouvert pendant la fermeture partielle pour réhabilitation du Third Mainland Bridge le 4 juillet 2020.  Le ministère fédéral des Travaux publics du Nigéria a réhabilité la deuxième phase du pont du 23 octobre au 9 novembre 2021.
Selon le rapport, les travaux commenceront le long de la région d'Alaka-Apongbon de l'État,.